# Ganidalu, Shimoga
Ganidalu là một làng thuộc tehsil Shimoga, huyện Shimoga, bang Karnataka, Ấn Độ.